# Limmat

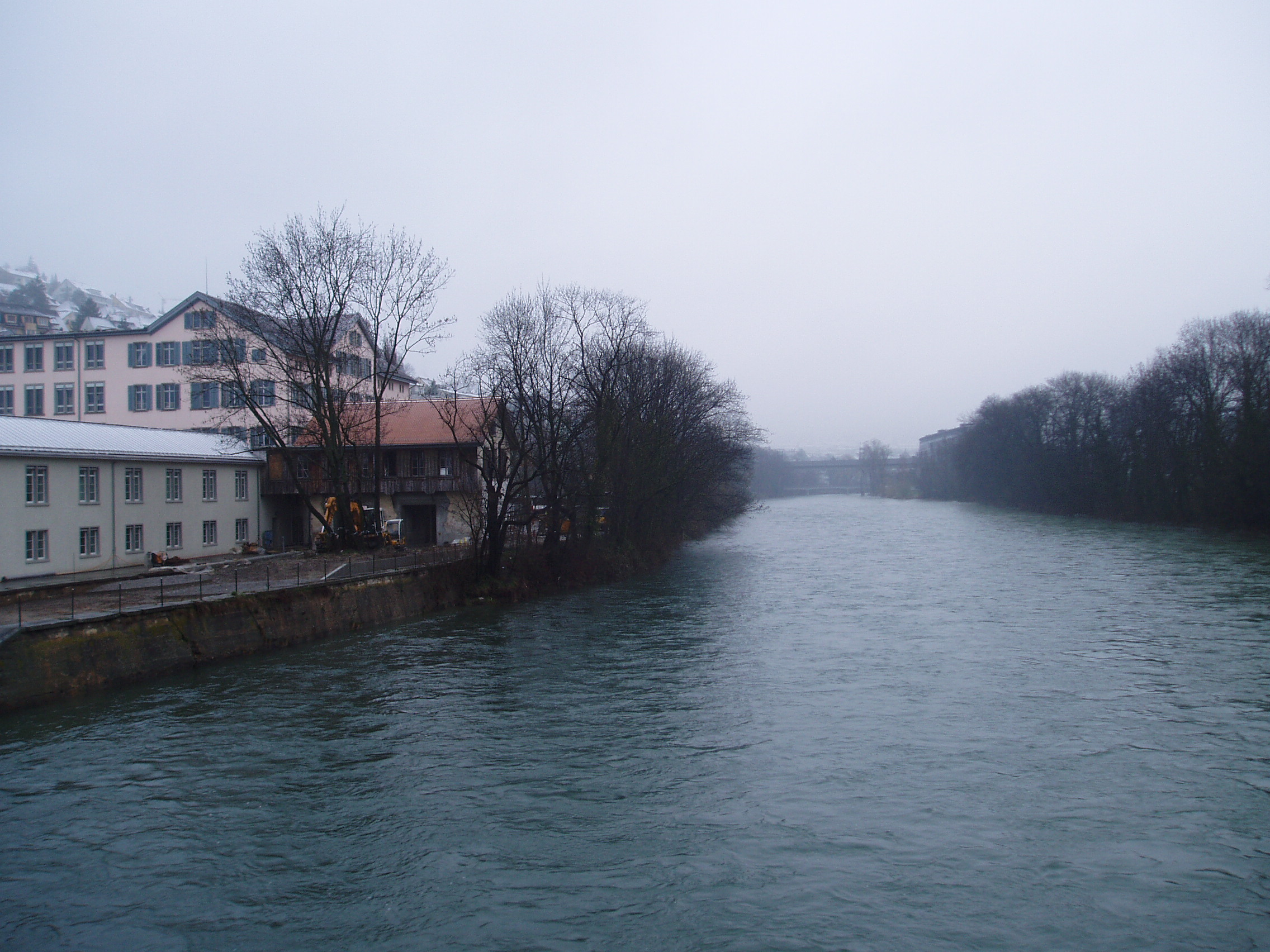
Limmat ter hoogte van West-Zürich

De Limmat is een Zwitserse rivier die behoort tot het stroomgebied van de Rijn.
De Limmat stroomt van Zürich via Baden naar Brugg en komt daar samen met de Reuss en de Aare. De Aare stroomt verder in noordelijke richting en mondt uit in de Rijn.
De Limmat begint bij het Meer van Zürich en meandert daarna door de stad Zürich. Aan de oevers staan statige gebouwen, kerken en huizen. Tussen Zürich en Baden is de omgeving veelal bedrijfsachtig. In Baden, dat beroemd is vanwege de thermale baden die hier zijn, staan wederom gebouwen langs de rivier.